# Mike Ramsey
Michael Allen (Mike) Ramsey (Minneapolis, 3 december 1960) is een Amerikaans ijshockeyer. 
Tijdens de Olympische Winterspelen 1980 in eigen land won Ramsey samen met zijn ploeggenoten de gouden medaille. 
In 1980 tekende Morrow voor de NHLclub Buffalo Sabres. Morrow had van de gouden ploeg van 1980 de langste carrière in de NHL.